# Tancred 1. af Sicilien
Tancred 1. af Sicilien (1138 – 20. februar 1194) var konge af kongeriget Sicilien fra 1189 til 1194. Han var født uden for ægteskab som søn af  den normanniske hertug Roger 3. af Apulien, ældste søn af kong Roger 2. af Sicilien, og Emma, datter af grev Achard af Lecce. Han arvede titlen greve af Lecce fra sin bedstefar og blev  Tancred af Lecce.